# La Galerie du HMS Calcutta (Portsmouth)
La Galerie du HMS Calcutta (Portsmouth) est un tableau réalisé par le peintre français James Tissot vers 1876. Cette huile sur toile représente deux femmes et un jeune gradé sur la galerie d'un bateau-école de la Royal Navy amarré à Portsmouth, le HMS Calcutta. Elle est conservée à la Tate, à Londres  depuis 1936. Nous distinguons les boiseries du château arrière, les fenêtres et ce qui semble être deux silhouettes à travers les vitres. Le tout donne sur un port, en témoigne les bateaux en arrière plan.

## Description
En avant plan, nous pouvons voir une femme, portant une robe. La présence d'un corset donne à voir une taille de guêpe. Des nœuds sont attachés à sa robe. Elle tient un éventail et regarde par dessus bord. A côté d'elle nous distinguons une autre femme, avec le même type de robe. A côté de cette seconde femme, nous pouvons voir un homme, probablement un officier de marine, portant une veste bleue avec des galons. Ces trois personnages semblent tous regarder la même scène, se passant sur l'eau et sont tous devant un garde corps en fer forgé. Derrière eux, des chaises en bois sont disposées. le château arrière comporte des fenêtre à croisillons. Notons également l'arrière plan, évoquant une digue, pouvant être un quai.